# Heriades tenuis
Heriades tenuis is een vliesvleugelig insect uit de familie Megachilidae. De wetenschappelijke naam van de soort is voor het eerst geldig gepubliceerd in 1904 door Nurse.